# Julia Robinson

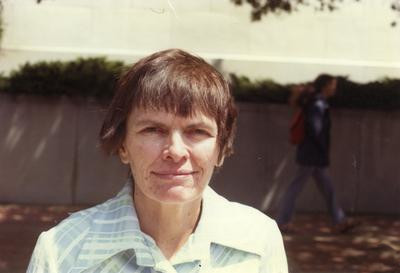
Julia Robinson 1975

Julia Hall Bowman Robinson, geboren als Julia Bowman, (* 8. Dezember 1919 in St. Louis, Missouri; † 30. Juli 1985 in Oakland, Kalifornien) war eine US-amerikanische Mathematikerin, die sich mit mathematischer Logik beschäftigte.

## Leben
Robinsons Vater Ralph Bowers Bowman hatte eine kleine Maschinenfabrik, ließ sich aber nach dem Tod seiner Frau 1921 mit den Kindern in einer kleinen Ansiedlung mitten in der Wüste Arizonas nieder. Robinson vollendete die Schule, unterbrochen von längeren Krankheitszeiten (Scharlach, rheumatisches Fieber), 1936 in San Diego mit ausgezeichneten Noten in Mathematik und Physik. Im selben Jahr starb ihr Vater, den die Weltwirtschaftskrise um sämtliche Ersparnisse gebracht hatte, durch Suizid.
Sie studierte Mathematik mit dem Ziel, Lehrerin zu werden, in San Diego und in Berkeley bei dem Zahlentheoretiker Raphael Robinson (1911–1995), den sie 1941 heiratete. Nach dem Master-Abschluss 1941 hatte sie in Berkeley eine Assistentenstelle beim Stochastiker Jerzy Neyman, und auch ihre erste Veröffentlichung war über ein Thema der Statistik. Während des Zweiten Weltkriegs war sie bei Neyman in geheimen Regierungsarbeiten beschäftigt. Im Jahr 1946 ging sie nach Princeton, wo sie bei Alfred Tarski 1948 promovierte.
Robinson war in den 1950er Jahren auch politisch aktiv. 1952 und 1956 arbeitete sie für die Präsidentschaftskandidatur von Adlai Stevenson und war bis in die 1960er Jahre für die Demokratische Partei engagiert.
In den 1960er Jahren bekam sie zunehmend Herzprobleme, die eine Operation notwendig machten. Schon in den 1940er Jahren wurde ihr nach einer Fehlgeburt prognostiziert, dass sie aufgrund von Herzproblemen (vernarbtes Gewebe in Folge ihrer Erkrankung an rheumatischem Fieber in Kindheitstagen) kein Kind bekommen könne.
Im Jahr 1976 wurde sie Professorin an der University of California, Berkeley, konnte aber wegen Gesundheitsproblemen nur eingeschränkt unterrichten. Sie starb mit 65 Jahren an Leukämie.
Ihre ältere Schwester Constance Reid (1918–2010) ist für ihre Mathematiker-Biographien von David Hilbert, Richard Courant, Eric Temple Bell und Jerzy Neyman bekannt.

## Wirken
In ihrer Dissertation Definability and decision problems in arithmetic bewies sie die Unentscheidbarkeit der Arithmetik rationaler Zahlen. Im gleichen Jahr begann ihre Beschäftigung mit Hilberts zehntem Problem, das nach einem Algorithmus fragt, der entscheidet, ob eine diophantische Gleichung (also eine Gleichung mit Lösungen im Bereich der ganzen Zahlen) lösbar ist oder nicht. Sie lieferte auf diesem Gebiet fundamentale Resultate (insbesondere in einer Arbeit mit Martin Davis und Hilary Putnam The decision problem for exponential diophantine equations, Annals of Mathematics 1961), die den Weg für die endgültige (negative) Lösung durch Juri Matijassewitsch 1970 ebneten, einem damals 22 Jahre alten Mathematiker aus Leningrad.
Sie befasste sich in ihrer Zeit bei der Rand Corporation 1949/1950 auch mit Spieltheorie und bewies ein Konvergenztheorem für eine iterative Approximation der optimalen Strategie der Spieler in einem 2-Personen-Nullsummenspiel (Annals of Mathematics 1951). In der mathematischen Logik schrieb sie auch wichtige Arbeiten über Entscheidbarkeitsfragen in der Algebra und über die Theorie rekursiver Funktionen.

## Auszeichnungen
1976 wurde sie als erste Frau in die National Academy of Sciences der USA gewählt und war 1982 als erste Frau Präsidentin der American Mathematical Society. 1985 wurde sie in die American Academy of Arts and Sciences gewählt. 1983 wurde ihr auch eine MacArthur Fellowship verliehen. 1982 hielt sie die Noether Lecture.